# (2999) Данте
(2999) Данте (итал. Dante) — типичный астероид главного пояса, который был обнаружен 6 февраля 1981 года американским астрономом Норманом Томасом в обсерватории Андерсон-Меса и назван в честь итальянского поэта Данте Алигьери, жившего на рубеже средневековья и ренессанса, автора «Божественной комедии».

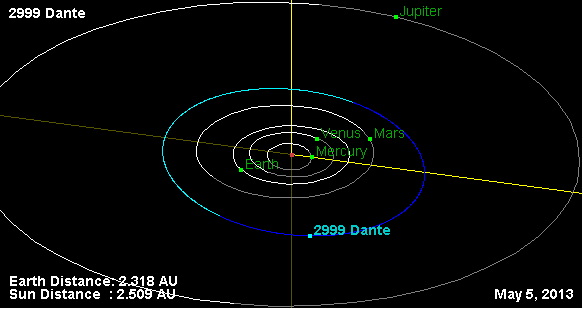
Орбита астероида Данте и его положение в Солнечной системе